# Perinereis cavifrons
Perinereis cavifrons är en ringmaskart som först beskrevs av Ehlers 1920.  Perinereis cavifrons ingår i släktet Perinereis och familjen Nereididae. Inga underarter finns listade i Catalogue of Life.